# روبير دو كيه
روبير دو كيه دو سان أيمور (ولد في 5 فبراير 1869 - توفي في 12 مارس 1970) هو صحفي وكاتب وسياسي ودبلوماسي فرنسي. يعد من الشخصيات التاريخية التي شاركت في ولادة الانتداب الفرنسي على سوريا ولبنان في عشرينيات القرن الماضي، وفي جزء من الأراضي السابقة للإمبراطورية العثمانية بعد الحرب العالمية الأولى.

## مؤلفاته
- الوقائع السياسية والبرلمانية. الولايات المتحدة (6 نوفمبر 1894 - 4 مارس 1897), فيليكس ألكان, 1897
- نتائج المؤتمر الجغرافي العابر للصحراء والجزائر, باريس : [s.n.], 1899.
- فاشودا: فرنسا وإنجلترا ، ليبر. الأفريقي والمستعمر، 1899
- نيوفاوندلاند سان بيير وفرينش شور: مسألة الثروة السمكية ومعاهدة 8 أبريل 1904, الجمعية الفرنسية للطباعة والمكتبات، 1904
- نتائج السكك الحديدية في الصين، مع إدوارد دي لابولاي، باريس، E. Larose, 1911.
- تعليقات على ملاحظات اللجنة على التقرير المتعلق بالحالة في سوريا ولبنان عام 1924 وعلى التقرير المؤقت عن الحالة في هذه الأراضي في عام 1925، الذي قدمه ممثل فرنسا المعتمد, عصبة الأمم, 1926
- نصوص مختارة
- سوريا، جمعية التاريخ الوطني، بلون
- نتائج الوصاية الاستعمارية: الانتداب الفرنسي في سوريا ولبنان: كتابات سياسية لروبر دو كيه, باريس: برلين, 2006.

## وصلات خارجية
- Biographie de Robert de Caix de Saint-Aymour
- François Pouillon, Dictionnaire des orientalistes de langue française
- Gérard Khoury, Une tutelle coloniale, le mandat français en Syrie et au Liban, éditions Belin, Paris, 2006
- Généalogie de Robert de Caix de Saint-Aymour